# Ocellularia gyrostomoides
Ocellularia gyrostomoides är en lavart som beskrevs av Johannes Müller Argoviensis 1888. 
Ocellularia gyrostomoides ingår i släktet Ocellularia och familjen Thelotremataceae. Inga underarter finns listade i Catalogue of Life.